# Áyios Adhrianós
Áyios Adhrianós (Agios Adrianos) är en ort i Grekland.   Den ligger i prefekturen Nomós Argolídos och regionen Peloponnesos, i den södra delen av landet, 90 km sydväst om huvudstaden Aten. Áyios Adhrianós ligger 137 meter över havet och antalet invånare är 1 080.
Terrängen runt Áyios Adhrianós är kuperad österut, men västerut är den platt. Runt Áyios Adhrianós är det tätbefolkat, med 257 invånare per kvadratkilometer. Närmaste större samhälle är Nafplion, 5,0 km sydväst om Áyios Adhrianós. Trakten runt Áyios Adhrianós består till största delen av jordbruksmark.